# San Remigio (Antique)
Pour les articles homonymes, voir San Remigio.
San Remigio (officiellement municipalité de San Remigio : en Kinaray-a Banwa kang San Remigio ; en hiligaïnon Banwa sang San Remigio ; en tagalog : Bayan ng Barbaza) est une municipalité de troisième classe de  la province d'Antique, aux Philippines.
Lors du recensement de 2020, sa population s'élève à 34 045 habitants.

## Géographie
Barbaza est l'une des dix-huit municipalités de la province d'Antique, sur l'île de Panay, dans la région des Visayas occidentales au centre des Philippines ; elle est située au sud-ouest de l'île, à 21 kilomètres au nord de San Jose de Buenavista, chef-lieu de la province.
La superficie totale de la municipalité est de 406,98 kilomètres carrés, composée à 70 % de  reliefs montagneux.
San Remigio est divisée administrativement en 45 barangays (districts) :
- Agricula
- Alegria
- Aningalan
- Atabay
- Bagumbayan
- Baladjay
- Banbanan
- Barangbang
- Bawang
- Bugo
- Bulan-bulan
- Cabiawan
- Cabunga-an
- Cadolonan
- Poblacion (Calag-itan)
- Carawisan I
- Carawisan II
- Carmelo I
- Carmelo II
- General Fullon
- General Luna
- Orquia (Igcatumbal)
- Iguirindon
- Insubuan
- La Union
- Lapak
- Lumpatan
- Magdalena
- Maragubdub
- Nagbangi I (Amatong)
- Nagbangi II
- Nasuli
- Osorio I
- Osorio II
- Panpanan I
- Panpanan II
- Ramon Magsaysay
- Rizal
- San Rafael
- Sinundolan
- Sumaray
- Trinidad
- Tubudan
- Vilvar
- Walker

## Liens
- Notices d'autorité :   - VIAF